# Liste des ministres français de la Consommation
Cet article présente la liste des ministres de la Consommation.
Le poste est vacant depuis le 23 décembre 2024.

## Liste des ministres français de la Consommation
Ce tableau dresse la liste chronologique des ministres français chargés de la consommation.
| Titulaire                                                                             | Titulaire | Parti politique | Intitulé                                                                                               | Ministre de tutelle                                                          | Intitulé                                                                             | Date de début                          | Date de fin                            | Gouvernement                           |
| Présidence de Valéry Giscard d'Estaing                                                | Présidence de Valéry Giscard d'Estaing | Présidence de Valéry Giscard d'Estaing                                                                                     | Présidence de Valéry Giscard d'Estaing                                                                 | Présidence de Valéry Giscard d'Estaing                                       | Présidence de Valéry Giscard d'Estaing                                               | Présidence de Valéry Giscard d'Estaing | Présidence de Valéry Giscard d'Estaing | Présidence de Valéry Giscard d'Estaing |
| ------------------------------------------------------------------------------------- | --- | --- | --- | ---------------------------------------------------------------------------- | ------------------------------------------------------------------------------------ | -------------------------------------- | -------------------------------------- | -------------------------------------- |
|                                                                                       | Christiane Scrivener | FNRI | Secrétaire d'État à la Consommation                                                                    | Jean-Pierre Fourcade                                                         | Ministre de l'Économie et des Finances                                               | 12 janvier 1976                        | 27 août 1976                           | Chirac I                               |
| Michel Durafour                                                                       | Christiane Scrivener | FNRI | Secrétaire d'État à la Consommation                                                                    | Ministre délégué à l'Économie et aux Finances                                | 27 août 1976                                                                         | 30 mars 1977                           | Barre I                                |                                        |
| Robert Boulin                                                                         | Christiane Scrivener | FNRI | Secrétaire d'État à la Consommation                                                                    | Ministre délégué à l'Économie et aux Finances                                | 30 mars 1977                                                                         | 31 mars 1978                           | Barre II                               |                                        |
| Pas de titulaire entre 1978 et 1981                                                   | | | |                                                                              |                                                                                      |                                        |                                        |                                        |
| Présidence de François Mitterrand                                                     | | | |                                                                              |                                                                                      |                                        |                                        |                                        |
|                                                                                       | Catherine Lalumière | PS | Ministre de la Consommation                                                                            | Plein exercice                                                               | Plein exercice                                                                       | 23 juin 1981                           | 22 mars 1983                           | Mauroy II                              |
| Secrétaire d'État chargée de la Consommation                                          | Catherine Lalumière | PS | Pierre Bérégovoy                                                                                       | Ministre de l'Économie, des Finances et du Budget                            | 23 juin 1981                                                                         | 17 juillet 1984                        | Mauroy III                             |                                        |
| Secrétaire d'État chargée de la Consommation                                          | Catherine Lalumière | PS | Pierre Bérégovoy                                                                                       | Ministre de l'Économie, des Finances et du Budget                            | 17 juillet 1984                                                                      | 7 décembre 1984                        | Fabius                                 |                                        |
| Henri Emmanuelli                                                                      | Secrétaire d'État chargé du budget et de la Consommation                                                                                  | PS | Jacques Delors                                                                                         | Ministre de l'Économie, des Finances et du Budget                            | 7 décembre 1984                                                                      | 20 mars 1986                           | Fabius                                 |                                        |
|                                                                                       | Jean Arthuis | UDF-CDS | Secrétaire d'État chargé de la Consommation et de la Concurence                                        | Philippe Séguin                                                              | Ministre des Affaires sociales et de l'Emploi                                        | 20 mars 1986                           | 17 octobre 1987                        | Chirac II                              |
| Secrétaire d'État chargé de la Consommation, de la Concurrence et de la Participation | Jean Arthuis | UDF-CDS | Édouard Balladur                                                                                       | Ministre d'État, ministre de l'Économie, des Finances et de la Privatisation | 17 octobre 1987                                                                      | 10 mai 1988                            |                                        | Chirac II                              |
|                                                                                       | Véronique Neiertz | PS | Secrétaire d'État chargée de la Consommation                                                           | Pierre Bérégovoy                                                             | Ministre d'État, ministre de l'Économie, des Finances et du Budget                   | 10 mai 1988                            | 28 juin 1988                           | Rocard I                               |
| 28 juin 1988                                                                          | Véronique Neiertz | PS | Secrétaire d'État chargée de la Consommation                                                           | Pierre Bérégovoy                                                             | Ministre d'État, ministre de l'Économie, des Finances et du Budget                   | 15 mai 1991                            | Rocard II                              |                                        |
| Pas de titulaire entre 1991 et 1997                                                   | | | |                                                                              |                                                                                      |                                        |                                        |                                        |
| Présidence de Jacques Chirac                                                          | | | |                                                                              |                                                                                      |                                        |                                        |                                        |
|                                                                                       | Marylise Lebranchu | PS | Secrétaire d’État aux Petites et Moyennes entreprises, au Commerce, à l'Artisanat et à la Consommation | Dominique Strauss-Kahn                                                       | Ministre de l'Économie, des Finances et de l'Industrie                               | 4 juin 1997                            | 2 novembre 1999                        | Jospin                                 |
| Christian Sautter                                                                     | Marylise Lebranchu | PS | Secrétaire d’État aux Petites et Moyennes entreprises, au Commerce, à l'Artisanat et à la Consommation | 2 novembre 1999                                                              | Ministre de l'Économie, des Finances et de l'Industrie                               | 18 octobre 2000                        |                                        | Jospin                                 |
| Christian Sautter                                                                     | François Patriat | PS | Secrétaire d’État aux Petites et Moyennes entreprises, au Commerce, à l'Artisanat et à la Consommation | 18 octobre 2000                                                              | Ministre de l'Économie, des Finances et de l'Industrie                               | 28 mars 2000                           |                                        | Jospin                                 |
| Laurent Fabius                                                                        | François Patriat | PS | Secrétaire d’État aux Petites et Moyennes entreprises, au Commerce, à l'Artisanat et à la Consommation | 28 mars 2000                                                                 | Ministre de l'Économie, des Finances et de l'Industrie                               | 25 février 2002                        |                                        | Jospin                                 |
| Laurent Fabius                                                                        | Christian Pierret | PS | Ministre délégué à l'Industrie, aux PME, au Commerce, à l'Artisanat et à la Consommation               | 25 février 2002                                                              | Ministre de l'Économie, des Finances et de l'Industrie                               | 6 mai 2002                             |                                        | Jospin                                 |
| Pas de titulaire entre mai et juin 1997                                               | | | |                                                                              |                                                                                      |                                        |                                        |                                        |
|                                                                                       | Renaud Dutreil | UDF-PRV, UMP-PRV | Secrétaire d'État aux PME, au Commerce, à l'Artisanat, aux Professions libérales et à la Consommation  | Francis Mer                                                                  | Ministre de l'Économie, des Finances et de l'Industrie                               | 17 juin 2002                           | 30 mars 2004                           | Raffarin II                            |
| Christian Jacob                                                                       | UMP | Ministre délégué aux PME, au Commerce, à l’Artisanat, aux Professions libérales et à la Consommation                       | Nicolas Sarkozy                                                                                        | Ministre d'État, ministre de l'Économie, des Finances et de l'Industrie      | 30 mars 2004                                                                         | 29 novembre 2004                       | Raffarin III                           |                                        |
| Christian Jacob                                                                       | UMP | Ministre des Petites et moyennes entreprises, du Commerce, de l'Artisanat, des Professions libérales et de la Consommation | Plein exercice                                                                                         | Plein exercice                                                               | 29 novembre 2004                                                                     | 31 mai 2005                            | Raffarin III                           |                                        |
| Pas de titulaire entre 2005 et 2007                                                   | | | |                                                                              |                                                                                      |                                        |                                        |                                        |
| Présidence de Nicolas Sarkozy                                                         | | | |                                                                              |                                                                                      |                                        |                                        |                                        |
|                                                                                       | Luc Chatel | UMP | Secrétaire d'État chargé de l'Industrie et de la Consommation                                          | Christine Lagarde                                                            | Ministre de l'Économie, des Finances et de l'Emploi                                  | 19 juin 2007                           | 23 juin 2009                           | Fillon II                              |
| Hervé Novelli                                                                         | Secrétaire d'État chargé du Commerce, de l'Artisanat, des PME, du Tourisme, des Services et de la Consommation                            | UMP | 23 juin 2009                                                                                           | Christine Lagarde                                                            | Ministre de l'Économie, des Finances et de l'Emploi                                  | 13 novembre 2010                       |                                        | Fillon II                              |
| Frédéric Lefebvre                                                                     | Secrétaire d'État chargé du Commerce, de l'Artisanat, des PME, du Tourisme, des Services, des Professions libérales et de la Consommation | UMP | Ministre de l'Économie, des Finances et de l'Industrie                                                 | Christine Lagarde                                                            | 14 novembre 2010                                                                     | 29 juin 2011                           | Fillon III                             |                                        |
| Frédéric Lefebvre                                                                     | Secrétaire d'État chargé du Commerce, de l'Artisanat, des PME, du Tourisme, des Services, des Professions libérales et de la Consommation | UMP | Ministre de l'Économie, des Finances et de l'Industrie                                                 | François Baroin                                                              | 29 juin 2011                                                                         | 10 mai 2012                            | Fillon III                             |                                        |
| Présidence de François Hollande                                                       | | | |                                                                              |                                                                                      |                                        |                                        |                                        |
|                                                                                       | Benoît Hamon | PS | Ministre délégué à l'Économie sociale et solidaire et à la Consommation                                | Pierre Moscovici                                                             | Ministre de l'Économie et des Finances                                               | 21 juin 2012                           | 2 avril 2014                           | Ayrault II                             |
| Valérie Fourneyron                                                                    | Secrétaire d'État chargée du Commerce, de l'Artisanat, de la Consommation et de l'Économie sociale et solidaire                           | PS | Arnaud Montebourg                                                                                      | Ministre de l'Économie, du Redressement productif et du Numérique            | 9 avril 2014                                                                         | 3 juin 2014                            | Valls I                                |                                        |
| Carole Delga                                                                          | Secrétaire d'État chargée du Commerce, de l'Artisanat, de la Consommation et de l'Économie sociale et solidaire                           | PS | Arnaud Montebourg                                                                                      | Ministre de l'Économie, du Redressement productif et du Numérique            | 3 juin 2014                                                                          | 26 août 2014                           | Valls I                                |                                        |
| Carole Delga                                                                          | Secrétaire d'État chargée du Commerce, de l'Artisanat, de la Consommation et de l'Économie sociale et solidaire                           | PS | Emmanuel Macron                                                                                        | Ministre de l'Économie, de l'Industrie et du Numérique                       | 26 août 2014                                                                         | 17 juin 2015                           | Valls II                               |                                        |
| Martine Pinville                                                                      | Secrétaire d'État chargée du Commerce, de l'Artisanat, de la Consommation et de l'Économie sociale et solidaire                           | PS | Emmanuel Macron                                                                                        | Ministre de l'Économie, de l'Industrie et du Numérique                       | 17 juin 2015                                                                         | 30 août 2016                           | Valls II                               |                                        |
| Martine Pinville                                                                      | Secrétaire d'État chargée du Commerce, de l'Artisanat, de la Consommation et de l'Économie sociale et solidaire                           | PS | Michel Sapin                                                                                           | Ministre de l'Économie et des Finances                                       | 30 août 2016                                                                         | 6 décembre 2016                        | Valls II                               |                                        |
| Martine Pinville                                                                      | Secrétaire d'État chargée du Commerce, de l'Artisanat, de la Consommation et de l'Économie sociale et solidaire                           | PS | Michel Sapin                                                                                           | Ministre de l'Économie et des Finances                                       | 6 décembre 2016                                                                      | 15 mai 2017                            | Cazeneuve                              |                                        |
| Présidence d'Emmanuel Macron                                                          | | | |                                                                              |                                                                                      |                                        |                                        |                                        |
| Pas de titulaire entre 2017 et 2024                                                   | | | |                                                                              |                                                                                      |                                        |                                        |                                        |
|                                                                                       | Olivia Grégoire | RE | Ministre déléguée chargée des Entreprises, du Tourisme et de la Consommation                           | Bruno Le Maire                                                               | Ministre de l'Économie, des Finances et de la Souveraineté industrielle et Numérique | 8 février 2024                         | 21 septembre 2024                      | Attal                                  |
|                                                                                       | Laurence Garnier | LR | Secrétaire d'État à la Consommation                                                                    | Antoine Armand                                                               | Ministre de l'Économie, des Finances et de l'Industrie                               | 21 septembre 2024                      | 23 décembre 2024                       | Barnier                                |
| Pas de titulaire depuis 2024                                                          | | | |                                                                              |                                                                                      |                                        |                                        |                                        |